# Wybory prezydenckie w Rosji w 2024 roku

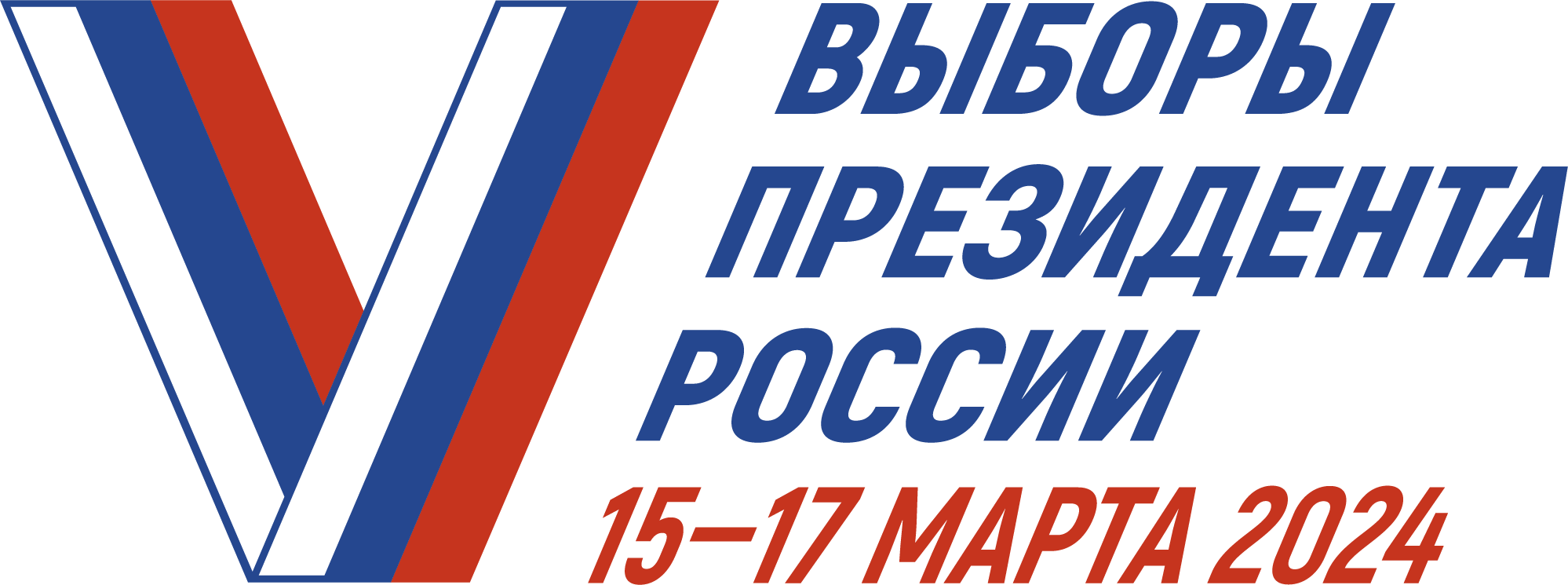
Logotyp wyborów prezydenckich w Rosji z 2024 roku: trzykolorowa flaga Rosji ułożona w propagandowy symbol agresji Rosji przeciwko Ukrainie – łacińską literę „V”

Wybory prezydenckie w Rosji w 2024 roku odbyły się w dniach od 15 do 17 marca 2024 roku.
Wydłużenie głosowania na 3 dni umożliwiła Ustawa, przegłosowana przez Dumę Państwową w 2020 roku, ze względu na trwającą wówczas pandemię COVID-19.
Do wyborów nie dopuszczono niezależnych kandydatów – m.in. Jekateriny Duncowej i Borisa Nadieżdina.
Według danych Centralnej Komisji Wyborczej, przy rekordowej frekwencji 77,49%, Władimir Putin miał zdobyć ponad 76 mln głosów (87,28%).
Parlament Europejski oraz Polska uznały te wybory za nielegalne.

## W południe przeciwko Putinowi
Rosyjska opozycja zorganizowała kampanię „W południe przeciwko Putinowi” w Rosji i pod ambasadami i konsulatami Federacji Rosyjskiej za granicą. Kampania polegała na masowym przybyciu do lokali wyborczych w ostatnim dniu głosowania w samo południe i oddaniu nieważnego głosu lub głosu na najmniejsze zło. Celem było wykorzystanie wyborów jako legalnej formy protestu oraz zademonstrowanie dużej liczby Rosjan sprzeciwiających się Putinowi. „Nowaja Gazieta. Jewropa” nazwała akcję politycznym testamentem Aleksieja Nawalnego – była to jego ostatnia polityczna wypowiedź przed śmiercią.

## Wyniki[9]
| Kandydat           | Przynależność partyjna                    | Liczba głosów | %      |
| ------------------ | ----------------------------------------- | ------------- | ------ |
| Władimir Putin     | niezależny                                | 76 277 708    | 87,28% |
| Nikołaj Charitonow | Komunistyczna Partia Federacji Rosyjskiej | 3 768 470     | 4,31%  |
| Władisław Dawankow | Partia „Nowi Ludzie”                      | 3 362 484     | 3,85%  |
| Leonid Słucki      | Liberalno-Demokratyczna Partia Rosji      | 2 795 629     | 3,20%  |

### Wyniki głosowania w lokalach wyborczych w Polsce
Obywatele Rosji mogli oddać głos w Ambasadzie Rosji w Warszawie oraz w Konsulatach Generalnych w Krakowie, Poznaniu i Gdańsku, tylko w jednym dniu, tj. 17 marca 2024, od godz. 8:00 do godz. 20:00. Na konferencji prasowej Ełła Pamfiłowa wymieniła Polskę jako kraj z największą liczbą oddanych nieważnych głosów. W żadnym z polskich lokali wyborczych Putin nie wygrał.
| Kandydat                                                                        | Warszawa (8255) | Warszawa (8255) | Gdańsk (8256) | Gdańsk (8256) | Kraków (8257) | Kraków (8257) | Poznań (8258) | Poznań (8258) | Polska | Polska |
| Kandydat                                                                        | Głosy           | %               | Głosy         | %             | Głosy         | %             | Głosy         | %             | Głosy  | %      |
| ------------------------------------------------------------------------------- | --------------- | --------------- | ------------- | ------------- | ------------- | ------------- | ------------- | ------------- | ------ | ------ |
| W. Dawankow                                                                     | 454             | 51,01%          | 115           | 46,37%        | 304           | 57,14%        | 152           | 61,79%        | 1025   | 53,50% |
| W. Putin                                                                        | 176             | 19,78%          | 39            | 15,73%        | 61            | 11,47%        | 46            | 18,70%        | 322    | 16,81% |
| L. Słucki                                                                       | 20              | 2,25%           | 5             | 2,02%         | 10            | 1,88%         | 7             | 2,85%         | 42     | 2,19%  |
| N. Charitonow                                                                   | 12              | 1,35%           | 7             | 2,82%         | 12            | 2,26%         | 4             | 1,63%         | 35     | 1,83%  |
| Głosy nieważne                                                                  | 228             | 25,62%          | 82            | 33,06%        | 145           | 27,26%        | 37            | 15,04%        | 492    | 25,68% |
| RAZEM                                                                           | 890             | 100%            | 248           | 100%          | 532           | 100%          | 246           | 100%          | 1916   | 100%   |
| W nawiasach podano numery komisji wyborczych. Źródło: CKW Federacji Rosyjskiej. |                 |                 |               |               |               |               |               |               |        |        |